# Лёгкая атлетика на летних Олимпийских играх 1996 — прыжки в высоту (женщины)
Соревнования по прыжкам в высоту среди женщин на летних Олимпийских играх 1996 года проходили 1 и 3 августа на Олимпийском стадионе в Атланте. В соревнованиях принимали участие 32 легкоатлетки.
1 августа прошли квалификационные соревнования, норматив составлял 193 см. 3 августа состоялся финал.
31-летняя болгарка Стефка Костадинова, владевшая мировым рекордом с 1986 года, и к тому времени выигравшая 6 титулов чемпионки мира (в т. ч. два — на открытом воздухе) наконец завоевала олимпийское золото с новым олимпийским рекордом — 205 см. За 8 лет до этого в 1988 году в Сеуле Стефка выиграла серебро, уступив американке Луиз Риттер.
Серебро с результатом 203 см выиграла гречанка Ники Бакоянни, для которой это стало личным рекордом и самым важным достижением в карьере. Третьей стала 29-летняя Инга Бабакова с Украины — 201 см.
Занявшая четвёртое место с результатом 199 см итальянка Антонелла Бевилаква затем была уличена в применении запрещённых препаратов и дисквалифицирована.

## Медалисты
| Золото                      | Серебро              | Бронза                |
| Стефка Костадинова Болгария | Ники Бакоянни Греция | Инга Бабакова Украина |

## Финал
* OR — олимпийский рекорд
| Место | Спортсменка               | Результат       |
| ----- | ------------------------- | --------------- |
| 1     | Стефка Костадинова (BUL)  | 205 см OR       |
| 2     | Ники Бакоянни (GRE)       | 203 см          |
| 3     | Инга Бабакова (UKR)       | 201 см          |
| 4     | Елена Гуляева (RUS)       | 199 см          |
| 5     | Алина Астафей (GER)       | 196 см          |
| 5     | Татьяна Моткова (RUS)     | 196 см          |
| 5     | Неле Жилинскене (LTU)     | 196 см          |
| 8     | Ханне Хёугланн (NOR)      | 196 см          |
| 9     | Бритта Билач (SLO)        | 193 см          |
| 9     | Тиша Уоллер (USA)         | 193 см          |
| 11    | Ольга Большова (MDA)      | 193 см          |
| 11    | Зузана Ковачикова (CZE)   | 193 см          |
| 13    | Светлана Залевская (KAZ)  | 193 см          |
| —     | Антонелла Бевилаква (ITA) | Дискв. (199 см) |